# Phasioormia pallida
Phasioormia pallida är en tvåvingeart som beskrevs av Townsend 1933. Phasioormia pallida ingår i släktet Phasioormia och familjen parasitflugor.
Artens utbredningsområde är Singapore. Inga underarter finns listade i Catalogue of Life.